# Arent van Nieukerken
Arent van Nieukerken (ur. 1957) – holenderski pisarz, badacz literacki, profesor, literaturoznawca oraz wykładowca polonistyki. Członek zagraniczny Polskiej Akademii Nauk od 2009 roku, pracownik naukowy Uniwersytetu w Amsterdamie.
Książki wydane w języku polskim:
- Perspektywiczność sacrum - szkice o Norwidowskim romantyzmie, Warszawa, 2007, ISBN 978-83-89348-00-5
- Ironiczny konceptyzm - nowoczesna polska poezja metafizyczna w kontekście anglosaskim, Kraków, 1998, ISBN 83-7052-854-6